# Theo Baylé
Theodorus Baylé (Laren (Noord-Holland), 29 mei 1912 - Zwolle, 30 april 1971) was een Nederlands zanger. Zijn stembereik was bariton/bas.
Hij werd geboren in een gezin waarvan de vader Johannes Baylé, leraar schilderen en handtekenen was. Moeder was Maria Johanna (von) Nix. Hij trouwde in 1940 met pianiste Kitty Johns. Hun dochter Irene (1941) speelde cello, zoon Harry Baylé (1946) werd violist. Zijn leven lang vocht Theo tegen zijn beroemdheid; hij wilde liever een burgermansbestaan. In 1971 werd hij opgenomen in het Sophia Ziekenhuis in Zwolle (het echtpaar woonde toen in Kampen). Hij werd begraven op de Algemene Begraafplaats van Laren.
Zijn muzikale opleiding kreeg hij eerst van Marcus Plooyer, later van Aaltje Noordewier-Reddingius. Hij was voornamelijk concert- en oratoriumzanger. Zijn debuut vond plaats in 1931 in Die Jahreszeiten van Joseph Haydn. In 1937 won hij een eerste prijs tijdens een internationaal concours uitgeschreven door de Staatsakademie für Musik und darstellende Kunst in Wenen. Eind jaren dertig sloot hij zich aan bij de Nederlandse Opera van Johannes den Hertog. Hij nam opnieuw lessen, dit maal bij Lothar Wallerstein en Den Hertog zelf. Zijn debuut voor de Nederlandse Opera vond plaats in 1939 toen hij zong in Les contes d'Hoffmann van Jacques Offenbach voor de Wagnervereniging. Na die Nederlandse Opera was hij te vinden bij het Gemeentelijk Theater Bedrijf, afdeling Opera, opnieuw de Nederlandse Opera. In 1950 vertrok hij naar Wenen om zich aan te sluiten bij de Wiener Volksoper. In 1959 keerde hij terug naar Nederland, sloot zich weer aan bij de Nederlandse Opera. In 1963 trok hij zich na nog een keer Les contes d’Hoffmann terug uit het publieke leven. Hij legde zich toe op lesgeven aan het Utrechts Conservatorium en muziekscholen in Arnhem en Kampen. Dat laatste voornamelijk in de door hem zo gewenste anonimiteit.
Baylé zong onder dirigenten als Pierre Monteux, Eduard van Beinum, Willem van Otterloo, Carl Schuricht, Oscar Fried, Frieder Weissmann en Peter van Anrooy. Hij zong in alle grote operasteden van Wenen tot München en New York. Hij werkte van 1936 tot en met 1944 37 keer samen met het Concertgebouworkest te Amsterdam.
Baylé’s stem is in diverse plaatopnames bewaard gebleven.
- Bibliothèque nationale de France: cb14153857t (data)
- International Standard Name Identifier: 0000 0000 7367 2415
- MusicBrainz: 44560559-baa8-4001-967f-fb77488df786
- Système universitaire de documentation: 244115354
- Virtual International Authority File: 79809712
- WorldCat: E39PBJvMvhwD3hmhM9mpQGXrv3